# حوزه انتخابیه یازدهم کالیفرنیا
حوزه انتخابیه یازدهم کالیفرنیا یک حوزه انتخابیه مجلس نمایندگان آمریکا است که در ایالت کالیفرنیا قرار دارد.